# Kulturpflege
Kultur- oder Jungwuchspflege bezeichnet in der Forstwirtschaft die Maßnahmen zur Gefahrenabwehr und Wuchsförderung in einer (künstlich angelegten) Forstkultur.

## Maßnahmen
Die Kulturpflege entfernt beispielsweise im Rahmen negativer Auslese kranke oder ausgefallene Pflanzen, durch Mischwuchsregulierung fördert sie erwünschte Arten und unterdrückt unerwünschte, sie kontrolliert die Konkurrenz mit anderem Bewuchs wie Gras oder Brombeeren.

## Übergang zur Läuterung (einer Dickung)
Mit Kronenschluss geht die Forstkultur über in die Phase der Dickung oder des Jungwuchses. In der Dickung lösen Läuterungen die Kulturpflege ab, um den Bestand weiter zu pflegen und zu erziehen.

## Kulturpflege nach Kahlschlag

### Historische Bedingungen
Maßnahmen der „ordnungsgemäßen Forstwirtschaft“, zu denen man die Kulturpflege rechnet, haben sich als Reaktion auf die Übernutzung bis zum 19. Jahrhundert entwickelt. Die gegenwärtige Alters- und Artenstruktur besonders der Wälder in Deutschland ist stark beeinflusst durch die nötigen Aufforstungen nach den so genannten „Reparationshieben“ durch die Alliierten nach Ende des Zweiten Weltkriegs. Diese flächigen Einschläge bis Ende der 1940er Jahre entnahmen beispielsweise im Raum Hamburg und Lauenburg binnen kurzem Holzmengen, die mehrfachen Jahreseinschlägen entsprachen. Da Holz im Nachkriegs-Deutschland eine absolut zentrale Ressource darstellte, musste zunächst die Holzversorgung gesichert werden: Daher wurden vielfach, auch unter Vernachlässigung standörtlicher Bedingungen, Fichten-Kulturen angelegt, die über Jahrzehnte hohen Aufwand für die Kulturpflege mit sich brachten.

### Waldbauliche Probleme
Das Denken des forstlichen Altersklassenmodells in flächenweise gleichaltrigen Beständen bedeutet hohen Aufwand für die klassische Kulturpflege. Wird der vorherige Waldbestand im Zuge einer Endnutzung per Kahlschlag komplett geräumt, sind die danach angelegten Kulturflächen extremen Licht- und Temperaturbedingungen ausgesetzt. Hohe Verdunstung, Sonnenbrand und Frost drohen; krautige wie Forstpflanzen sind ohne teuren Zaun oder anderen Schutz dem konzentrierten Wildverbiss ausgesetzt.
Im Boden setzt der Kahlschlag durch massiven Lichteinfall nach Entfernung des Kronendaches eine rasche Nährstoffumsetzung in Gang, den Mineralisierungsschub. Er löst Nährstoffverlust durch Auswaschung im Boden aus sowie verstärkten Wuchs von Gras und anderen Nitrophyten (stickstoffliebende, nitrophile Pflanzen) wie Brombeere, Weidenröschen oder Brennnessel. Weidenröschen sind, wie auch die Knospen junger Forstpflanzen, reich an Stickstoff, auf den Rehwild als Stickstoff-Selektierer seine Nahrung besonders ausrichtet: Die Kultur bietet hochwertige Äsung und wird entsprechend heimgesucht, wenn sie nicht geschützt oder das Wild reduziert wird.
Auf Freiflächen aufkommendes Gras schafft ein ideales Biotop für Mäuse, die hektargroße Kulturen durch Nagefraß zerstören können. Zudem führt die so genannte Verdämmung durch Graswuchs auf freier Fläche unter Sonnen- und Windeinwirkung zu hoher Verdunstung. Der Graswuchs tritt in eine gefährliche Wasser-Konkurrenz mit jungen, noch flach wurzelnden Forstpflanzen, die auf oberflächennahe Feuchtigkeit angewiesen sind. Zudem müssen die 2 bis 3 Jahre jungen Bäume, in den Baumschulen meist unter Düngereinsatz gezogen, den „Pflanzschock“ nach Umsiedelung in den Wald bewältigen.
Die Kulturpflege sucht daher unter teils hohen Kosten Risiken zu kontrollieren: Gegen den Wildverbiss werden Zäune errichtet oder die Bejagung verstärkt; mähen oder „freischneiden“ unterdrückt das Gras; gegen Mäuse können Köder gelegt werden.

### Alternative Verfahren
Wo die flächenweise Wirtschaft aufgegeben wird zugunsten eines am Einzelstamm orientierten Waldbaues mit Förderung aufkommender Naturverjüngung und Einzelstammnutzung, werden die teuren Kulturpflege-Maßnahmen eingeschränkt und stattdessen etwa auf das Konzept der biologischen Automation (Naturverjüngung) gesetzt. Auch das Dauerwald-Modell nach Alfred Möller betrachtet den flächenweisen Einschlag mit folgender Kulturbegründung sehr kritisch.